# Owczarki (Kętrzyn)
Owczarki (deutsch Schäferei) ist ein Ort in der polnischen Woiwodschaft Ermland-Masuren. Er gehört zur Gmina Kętrzyn (Landgemeinde Rastenburg) im Powiat Kętrzyński (Kreis Rastenburg).

## Geographische Lage
Owczarki liegt in der nördlichen Woiwodschaft Ermland-Masuren, sieben Kilometer westlich der Stadt Kętrzyn (deutsch Rastenburg).

## Geschichte
Das vor 1772 Schäferey und nach 1772 Schafferey genannte Vorwerk galt 1820 als adlig und war mit zwei Feuerstellen bei 31 Einwohnern ausgerüstet.
1874 gehörte das Vorwerk Schäferei zum Gutsbezirk Jeesau (polnisch Jeżewo) im gleichnamigen Amtsbezirk im ostpreußischen Kreis Rastenburg. 1885 zählte es 68 Einwohner.
Am 24. Januar 1887 wurde aus dem Gut Kotittlack (polnisch Kotkowo) und dem Vorwerk Schäferei der neue Gutsbezirk Kotittlack gebildet. Die Schäferei-Einwohnerzahl belief sich im Jahre 1905 auf 31.
Als 1945 in Kriegsfolge das gesamte südliche Ostpreußen an Polen abgetreten wurde, erhielt Schäferei die polnische Namensform „Owczarki“. Der Ort ist heute in die Landgemeinde Kętrzyn (Rastenburg) im Powiat Kętrzyński (Kreis Rastenburg) eingegliedert, von 1975 bis 1998 der Woiwodschaft Olsztyn, seither der Woiwodschaft Ermland-Masuren zugehörig.

## Kirche
Bis 1945 war Schäferei in die evangelische Pfarrkirche Rastenburg in der Kirchenprovinz Ostpreußen der Kirche der Altpreußischen Union, außerdem in die römisch-katholische St.-Katharinen-Kirche Rastenburg im Bistum Ermland eingegliedert.
Heute gehört Owczarki katholischerseits zur Pfarrei Garbno (Lamgarben) im Erzbistum Ermland, evangelischerseits zur Johanneskirche Kętrzyn in der Diözese Masuren der Evangelisch-Augsburgischen Kirche in Polen.

## Verkehr
Owczarki ist vom Nachbarort Kotkowo (Kotittlack) aus direkt zu erreichen. Die nächste Bahnstation ist Linkowo (Schrengen) an der Bahnstrecke Głomno–Białystok.